# Sucupira
Sucupira este un oraș în Tocantins (TO), Brazilia.